# Дюденко В'ячеслав Леонтійович
В'ячеслав Дюденко (нар. 11 липня 1961 року, Київ) — український майстер перукарського мистецтва, власник мережі салонів D2 та школи професійної майстерності перукарів «Дюденко Киев», багаторазовий призер міжнародних чемпіонатів, конкурсів та фестивалів з перукарського мистецтва. Суддя національних конкурсів перукарів, візажистів, стилістів .
2003-го з колекцією «Антифриз» посів друге місце на конкурсі  «Авангардна зачіска» в Парижі. 2004 року став «Лицарем ордена Шевальє» на всесвітньому конгресі в Токіо. Представляв шоу-програми в Нью-Йорку, Парижі, брав участь у зйомках Всесвітнього каталогу зачісок Hair Vision в Мілані .
У 2001-2004 був директором східно-європейського відділення міжнародної організації елітних перукарів «Intercoiffure Mondial».